# Rondeau M379
La Rondeau M379 est une voiture de course conçue par le manceau Jean Rondeau pour les 24 Heures du Mans qu'elle remporte en 1980. Cette victoire a la particularité de voir la voiture gagnante porter le nom d'un de ses pilotes.
En 1981, malgré deux voitures sur les podiums des 24 Heures du Mans, la course reste endeuillée par la mort de Jean-Louis Lafosse au volant d'une des cinq M379 engagées.

## Palmarès
La voiture n'a brillé qu'aux 24 Heures du Mans et a très peu participé à d'autres courses. Ce n'est qu'avec la voiture suivante, la Rondeau M382, que Jean Rondeau s'engage en Championnat du monde des voitures de sport.
- 24 Heures du Mans :
  - 5e et Vainqueur du Groupe 6 en 1979 avec Jean Ragnotti et Bernard Darniche
  - Victoire en 1980 avec Jean Rondeau et Jean-Pierre Jaussaud et 3e place avec Gordon Spice, Philippe Martin et Jean-Michel Martin
  - 2e et Vainqueur du Groupe GTP en 1981 avec Jacky Haran, Jean-Louis Schlesser et Philippe Streiff et 3e place avec Gordon Spice et François Migault

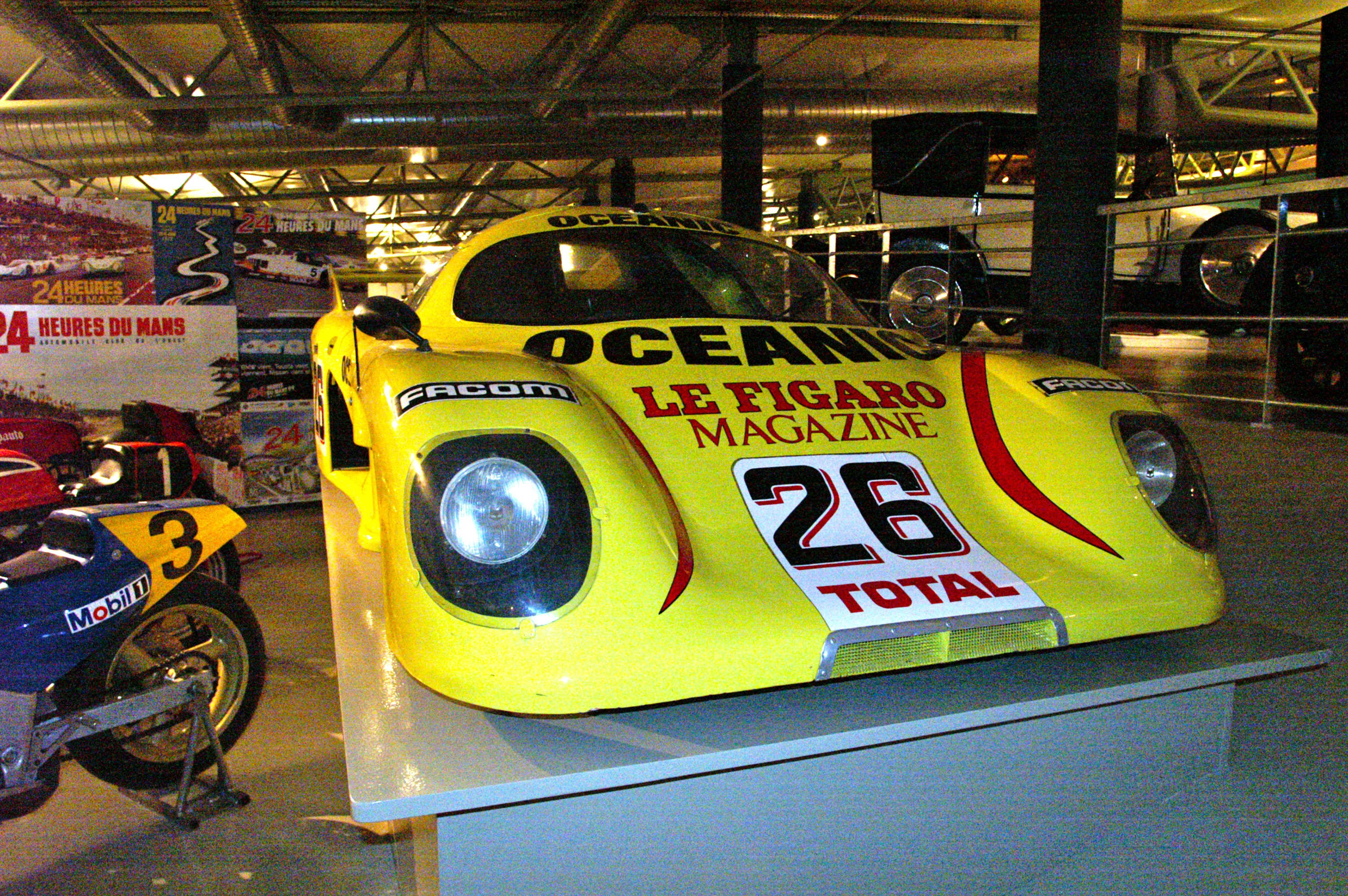
La M379 de Henri Pescarolo et Patrick Tambay en 1981